# Pedigree
Il pedigree (termine inglese, pron. /ˈpɛdɪɡriː/) è un documento riportante l'elenco completo degli ascendenti paterni e materni di un animale, come risultante da appositi libri genealogici.
Inizialmente il pedigree fu usato per la genealogia dei cavalli da corsa inglesi, poi fu utilizzato dagli allevatori per indicare la genealogia di altri animali domestici a scopo di selezione artificiale. Con l'estendersi degli studi sulla genetica, elencare gli ascendenti è diventata una consuetudine e il termine è diventato di uso comune.

## Etimologia
La parola pedigree (c. 1400) viene dal francese "Pied de Grue" che significa letteralmente "zampa di gru". In antichi manoscritti, i figli erano sovente indicati con biforcazioni di linee rette verso il basso in un albero, con linee graficamente simili all'orma delle gru.

## Descrizione
Il pedigree è un documento che riporta la genealogia. Si differenzia dalla razza, poiché si limita a riportare le caratteristiche degli antenati dell'animale. È un documento che riporta un particolare albero genealogico, in cui tutti i soggetti elencati sono tra loro simili, ovvero hanno in comune caratteristiche definite da una particolare categoria o razza. Sul pedigree è riportato l'albero genealogico dell'animale fino a diverse generazioni indietro ed è così tenuta traccia della sua linea di sangue.
In questo estratto sono riportati gli ascendenti del soggetto e l'appartenenza ad un particolare sottoinsieme. Quindi il pedigree (certificato di iscrizione ai libri genealogici) è il documento che attesta la discendenza di animale e consente di identificare l'appartenenza eventualmente ad una razza. La presenza del pedigree, non definisce formalmente che un animale sia di razza ma consente di individuare il gruppo morfologico specifico di appartenenza.
Nel corso degli anni, per facilitare il lavoro degli studiosi, sono stati raccolti gli accoppiamenti dichiarati dagli allevatori in cosiddetti libri genealogici gestiti da enti o associazioni. Gli stessi enti hanno facoltà emettere un estratto genealogico di un particolare soggetto.
All'atto dell'acquisto di un animale il suo pedigree è ceduto insieme al passaggio di proprietà. Per poter registrare un animale presso il Libro delle origini è necessario che entrambi i genitori siano stati registrati a loro volta ed abbiano quindi il pedigree. Anche un privato può fare richiesta di pedigree per i propri animali, dimostrando la registrazione dei riproduttori e perciò il loro precedente pedigree.

## Normativa

### Europa
È vietata a livello europeo la commercializzazione di cuccioli senza pedigree, pertanto, i negozi di animali e gli allevatori professionali sono tenuti a vendere soltanto animali con pedigree secondo il decreto legislativo n. 529, del 30 dicembre 1992.

#### Italia
In Italia l'ente che cura l'iscrizione di un cane ai libri genealogici è l'ENCI (Ente nazionale cinofilia italiana), affiliato alla FCI (Federazione cinofila internazionale), che raggruppa le federazioni cinofile di oltre 80 paesi. L'ENCI è l'unica associazione delegata dal Ministero dell'Agricoltura, della Sovranità Alimentare e delle Foreste all'emissione di pedigree.
Per il gatto esistono molte associazioni private, che possono rilasciare il documento di discendenza. L'ANFI è riconosciuta dal MASAF.
Per la legislazione italiana è solo ed esclusivamente il pedigree che attesta l'appartenenza alla razza, pertanto vendere "cani di razza ma senza pedigree" rientra nel reato di truffa. In aggiunta, la vendita di animali riproduttori (stalloni e fattrici) senza pedigree è vietata.